# أوغوستو سولاري
أوغوستو سولاري (بالإسبانية: Augusto Solari)‏ (3 يناير 1992 بروساريو في الأرجنتين - ) هو لاعب كرة قدم أرجنتيني في مركز الوسط. لعب مع إستوديانتيس دي لا بلاتا وريفر بليت.

## وصلات خارجية
- أوغوستو سولاري على موقع قاعدة بيانات كرة القدم.إي يو (الإنجليزية)
- أوغوستو سولاري على موقع Soccerway.com (الإنجليزية)
- أوغوستو سولاري على موقع AS.com (الإسبانية)